# Vitis pontii
Vitis pontii är en vinväxtart som beskrevs av I.G.Kowatschew. Vitis pontii ingår i släktet vinsläktet, och familjen vinväxter. Inga underarter finns listade i Catalogue of Life.